# Marcel Rubin

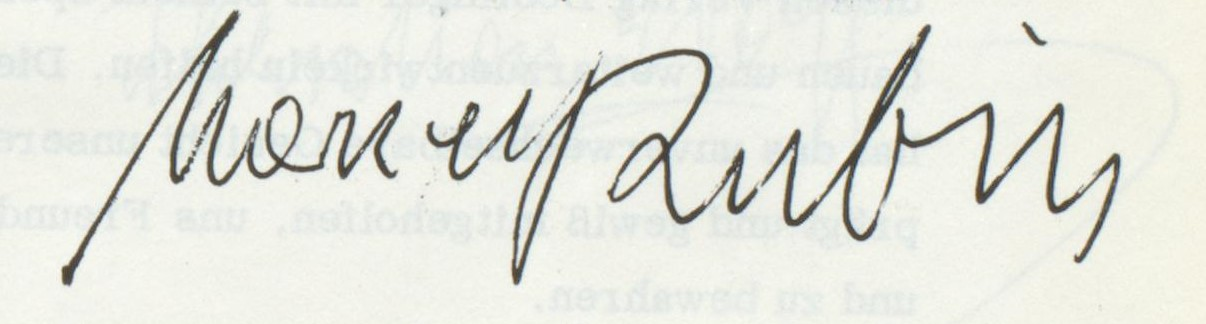

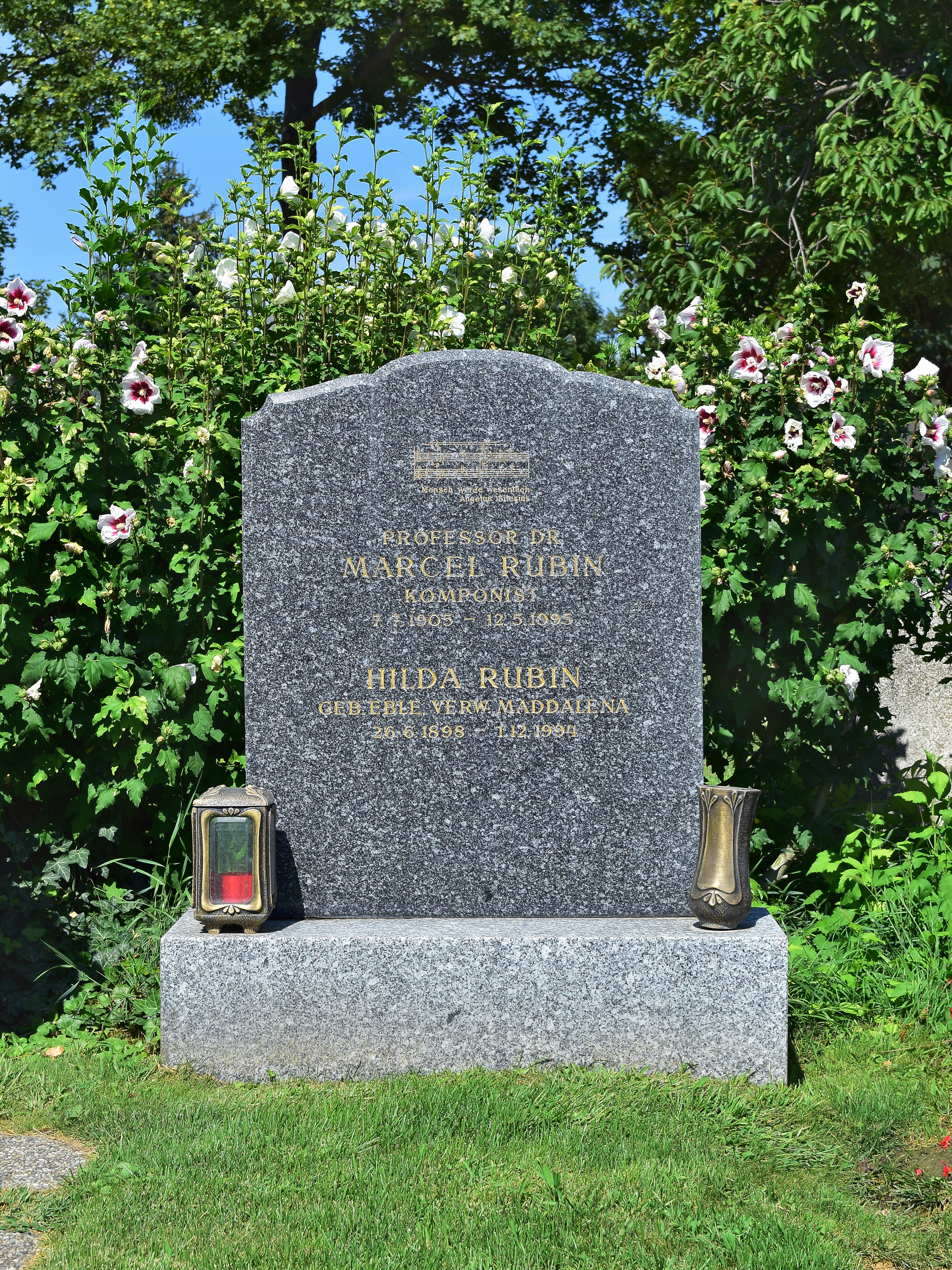
Wiener Zentralfriedhof

Marcel Rubin (* 7. Juli 1905 in Wien, Österreich-Ungarn; † 12. Mai 1995 ebenda) war ein österreichischer Komponist, Dirigent, Musikkritiker und Musikfunktionär.

## Leben
Marcel Rubin besuchte schon während der Schulzeit einen Lehrgang für Harmonielehre bei Richard Stöhr an der Wiener Staatsakademie, wo er nach der Matura Kontrapunkt bei Franz Schmidt und das Klavierspiel bei Richard Robert studierte. 1925–27 nahm er privaten Kompositionsunterricht bei Darius Milhaud in Paris. Daneben studierte er an der Universität Wien Rechtswissenschaften und schloss beide Studien mit der Promotion ab, Dr. phil. 1933 und Dr. iur. 1934.
Danach arbeitete Rubin in einer Anwaltskanzlei und leitete neben anderen Konzerten ab 1936 mit Friedrich Wildgans die viel beachtete Konzertreihe „Musik der Gegenwart“.
Am Tag des „Anschlusses“ Österreichs 1938 musste Rubin als Jude emigrieren. Zuerst floh er nach Paris zu seiner Schwester. Im September 1939 wurde er als „feindlicher Ausländer“ interniert. Später deportierte man ihn zuerst ins Internierungslager Meslay-du-Maine und im Februar 1940 in das „Verdächtigen-Lager“ Damigny bei Rennes. Hier komponierte er die Musik zu Jura Soyfers „Dachau-Lied“, von der heute bekannten Fassung von Herbert Zipper hatte er damals keine Kenntnis. Noch vor der Kapitulation Frankreichs wurde das von Engländern geführte Lager geschlossen und die Internierten freigelassen. Rubin gelang es im Herbst 1940, zu seiner inzwischen nach Marseille geflohenen Familie zu gelangen. Dort wurde er Mitglied der KPÖ und blieb es bis 1969, als er aus Protest gegen die Niederschlagung des Prager Frühlings wieder austrat.
1942 konnte Rubin seine Flucht nach Mexiko fortsetzen. In Mexiko-Stadt wurde er Korrepetitor an der Opera Nacional, wo der ebenfalls aus Österreich geflohene Dirigent Karl Alwin als musikalischer Leiter tätig war. Als Leiter des „Chors des freien Deutschen“ brachte er eigene Werke zur Aufführung und war Vorstandsmitglied in dem von Emigranten gegründeten „Heine-Club“.
Im Februar 1947 kehrte er nach Österreich zurück. Er lebte als freischaffender Komponist und verdiente seinen Lebensunterhalt als Musikkritiker für das „Österreichische Tagebuch“ und bis 1969 für die „Volksstimme“. 1948 bis 1965 arbeitete er auch ehrenamtlich als Sekretär des Österreichischen Komponistenbundes und gründete 1949 mit Gleichgesinnten die ÖGZM (Österreichische Gesellschaft für Zeitgenössische Musik). Ab 1957 bekleidete er verschiedene Funktionen in der AKM, 1975–84 war er ihr Präsident. Dasselbe Amt übte er 1974–78 bei der CISAC aus.
Am 2. Juni 1995 wurde Rubin in einem ehrenhalber gewidmeten Grab auf dem Wiener Zentralfriedhof (Ehrenhain Gruppe 40, Nr. 170) beigesetzt.

## Auszeichnungen
- 1959 Staatspreis für Musik[2]
- 1961 und 1965: Förderungspreis der Theodor-Körner-Stiftung
- 1964: Professorentitel
- 1969: Preis der Stadt Wien für Musik
- 1970: Großer Österreichischer Staatspreis für Musik
- 1974: Ehrenkreuz für Wissenschaft und Kunst I. Klasse
- 1977: Ehrenzeichen für Verdienste um die Befreiung Österreichs[3]
- 1979: Ehrenmitgliedschaft der Österreichischen Gesellschaft für zeitgenössische Musik
- 1980: Österreichisches Ehrenzeichen für Wissenschaft und Kunst
- 1985: Ehrenmitgliedschaft der Gesellschaft der Musikfreunde in Wien
- 1986: Ehrenmedaille der Bundeshauptstadt Wien in Gold

## Werke
Sein Œuvre umfasst eine Oper Kleider machen Leute, zehn Symphonien, sieben Konzerte, Kammermusik und Lieder. Sein unkonventioneller Stil war anfangs von der Groupe des Six und insbesondere von Milhaud und in der Rhythmik und Instrumentation von Strawinski und Schostakowitsch beeinflusst.
Ein umfassendes Werkverzeichnis ist in den Weblinks enthalten.